# Denyce Graves
Denyce Graves (Washington, 7 marzo 1964) è un mezzosoprano statunitense.

## Biografia
Cresciuta dalla mamma nella città di Bellevue (Washington D.C.)|Bellevue, a Sud-Est di Washington Comincia gli studi musicali come contralto/mezzosoprano alla Duke Ellington School for the Arts, una delle scuole pubbliche più prestigiose di Washington, negli anni ottanta, incoraggiata dai suoi insegnanti. Grazie al suo grande talento, si guadagna una borsa di studio all'"Oberlin Conservatory of Music".
Fa parte della Wolf Trap Opera Company, che permette a giovani cantanti di continuare gli studi e perfezionarsi ulteriormente nel periodo di transizione tra il loro periodo accademico e l'inizio della vera e propria carriera.
I suoi primi ruoli importanti arrivano al Houston Grand Opera, dove lavora dal 1988 al 1998. I suoi cavalli di battaglia sono i personaggi principali in Carmen e Samson et Dalila.
Debutta ufficialmente al Metropolitan Opera House nel 1995 con Carmen, che ritorna ad interpretare anche l'anno successivo per una nuova edizione del regista Franco Zeffirelli, cantando la serata d'apertura al fianco di Plácido Domingo.
Nel 1999 recita ancora in Carmen con Plácido Domingo, per l'apertura della stagione del Los Angeles Opera.
Il 20 gennaio 2005 canta l'inno nazionale americano durante la 55ª Inaugurazione Presidenziale.
Nel 2007 canta il brano Could Heaven Be contenuto nell'album We All Love Ennio Morricone.
Nel 2008 interpreta il ruolo di Margaret Garner al Michigan Opera Theatre e torna al Washington National Opera come Carmen, affiancata dal giovane Thiago Arancam nei panni di Don Josè, sotto la guida del maestro Julius Rudel.

## Discografia
- Lost Days: Music in the Latin Style, 2004, BMG/RCA Red Seal
- Breaking the Rules, 2003, WHYY
- American Anthem
- Memorial, 2001, Carmen Productions
- Kaleidoscope, BMG/RCA Red Seal
- Récital Denyce Graves: Héroïnes de l'Opéra romantique Français, FNAC Music
- Concert for Planet Earth, Sony Classical
- Voices for the Millennium, BMG/RCA Red Seal
- Sing America, Warner Bros. Records Inc.
- The Civil Wars (Philip Glass), 1998, Nonesuch Records
- Otello, ruolo di Emilia (G. Verdi), Deutsche Grammophon
- Hamlet, ruolo di Gertrude (A. Thomas), EMI Classics
- La Vestale, ruolo della Gran Vestale, Sony Classical
- Rigoletto, ruolo di Maddalena (G. Verdi), Deutsche Grammophon